# Anton Paar
Die Anton Paar Group AG ist ein österreichisches Unternehmen mit Sitz in Graz. Eigentümerin ist die gemeinnützige Santner Privatstiftung mit zwei Stiftungszwecken: Förderung der gemeinnützigen Wissenschaft und Forschung sowie Maßnahmen zur Bekämpfung von Suchtproblemen.
Die Anton Paar Group AG steuert in ihrer Funktion als Beteiligungsholding sechs Unternehmen: die Anton Paar GmbH (analytische Messsysteme sowie maßgeschneiderte Automations- und Robotiklösungen), die Anton Paar ShapeTec GmbH (Metall- und Blechtechnik), die Anton Paar SportsTec GmbH (Analysesysteme, unter anderem für den (Profi)-Sport), die Anton Paar ConsumerTec GmbH (Messgeräte für Endkonsumentinnen und -konsumenten), die 24 Asset Management GmbH (Immobilienverwaltung) sowie die Anton Paar Sudhaus GmbH (Gastronomie und Brauerei).

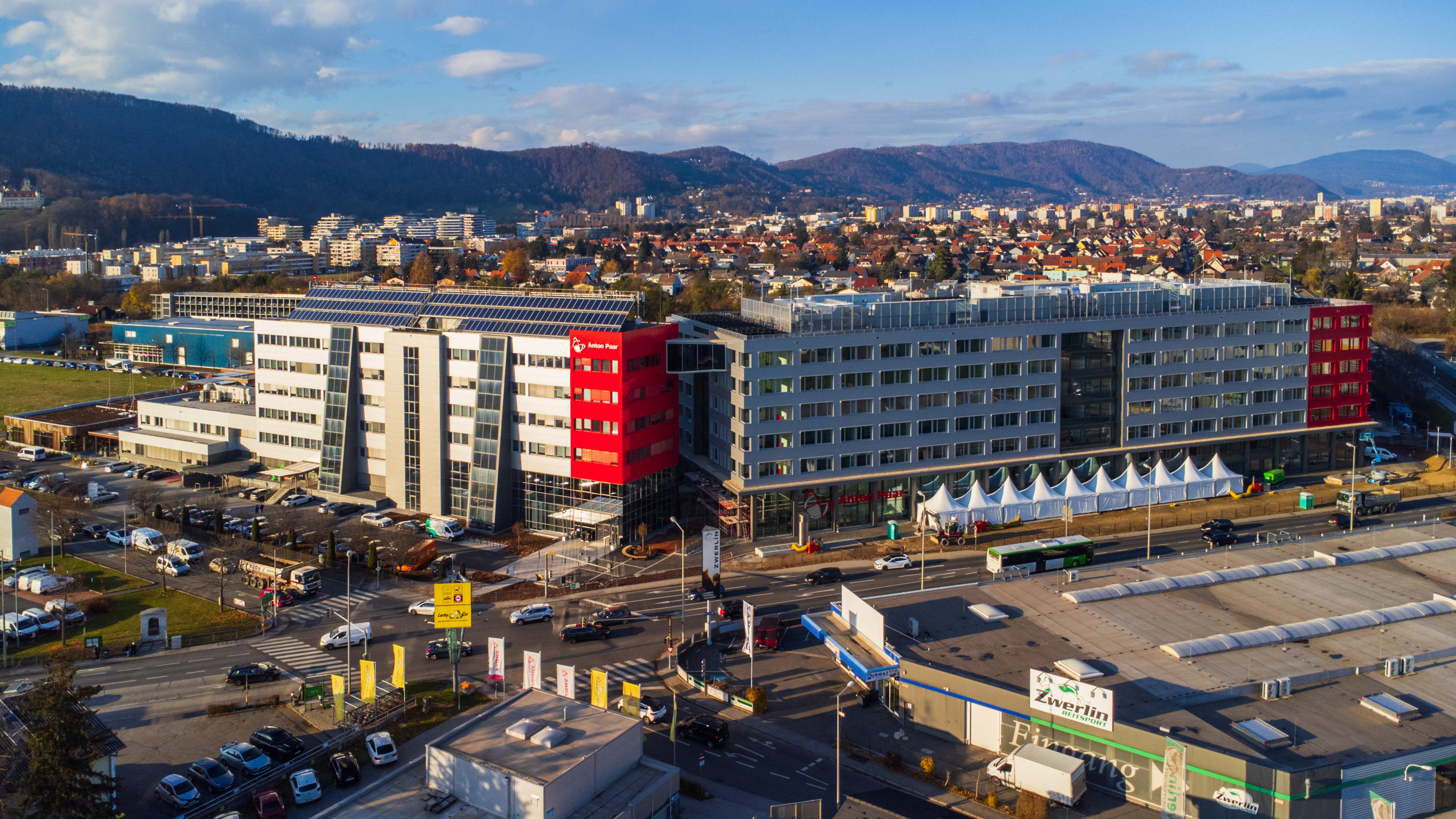
Das Headquarters von Anton Paar in Graz.

## Statistik
Die Zahl der Mitarbeiterinnen und Mitarbeiter erhöhte sich seit 2005 von 652 auf über 4.600 Personen (2025). Rund ein Drittel arbeitet am Headquarters in Graz, das zugleich der größte Produktionsstandort des Konzerns ist. Der Konzernumsatz stieg seit 2005 von 71 Millionen Euro auf 618,2 Millionen Euro (2023).
Etwa 14,5 Prozent des Jahresumsatzes der Anton Paar GmbH wird jedes Jahr in Forschung und Entwicklung investiert.

## Tochterunternehmen der Anton Paar Group AG
- Die Anton Paar GmbH entwickelt, produziert und vertreibt hochpräzise Laborinstrumente und Prozessmesssysteme, sowie maßgeschneiderte Automations- und Robotiklösungen. Das Unternehmen ist unter anderem Marktführer auf den Gebieten der Dichtemessung und Konzentrationsmessung sowie auf Rheometrie und die Bestimmung von gelöstem CO2.[9] Neben dem Standort in Graz (Österreich) hat die Anton Paar GmbH weitere produzierende Tochterunternehmen: Anton Paar TriTec (vormals CSM Instruments) in Peseux (Schweiz)[10], Anton Paar ProveTec GmbH (vormals Petrotest Gruppe) in Dahlewitz (Deutschland)[11], Anton Paar OptoTec GmbH (vormals Dr. Wolfgang Kernchen) in Seelze/Hannover (Deutschland)[12], AXO Dresden (Deutschland)[13], Anton Paar TorqueTec (vormals Brabender) in Duisburg (Deutschland) und Hackensack (USA)[14] sowie Anton Paar QuantaTec (vormals Quantachrome Instruments) in Boynton Beach (USA)[15]. Die Anton Paar GmbH hat weltweit 39 Vertriebstöchter sowie zahlreiche internationale Vertriebspartnerinnen und -partner.[16]
- Die Anton Paar ShapeTec GmbH bietet kundenspezifische Lösungen in der Blech- und Verbindungstechnik, der spanabhebenden Fertigung komplexer Teile mit geringen Toleranzen, der Produktion von Elektronik-Flachbaugruppen und der Montage von mechatronischen Systembaugruppen an. Der Hauptstandort der Anton Paar ShapeTec GmbH befindet sich in Wundschuh (Österreich). Weitere Produktionsstandorte gibt es in Wolfsberg (Österreich), Sijekovac/Brod (Bosnien) und in Zalaegerszeg (Ungarn).[17][18]
- Die Anton Paar SportsTec GmbH in Wundschuh (Österreich) stellt u. a. Fußballsimulatoren (skills.lab Arena bzw. skills.lab Cube) her. Mit Hilfe von Hochpräzisions-Ballmaschinen, Cinema-Beamern, Lasersensorik und Highspeed-Kameras werden Fußballerinnen und Fußballer beim Verbessern ihrer Leistungen unterstützt. Das skills.lab Studio ist ein System von SportsTec, mit dem speziell die kognitiven Fähigkeiten trainiert werden können, auch in Bereichen außerhalb des Sports.[19]
- Die 24 Asset Management GmbH wurde 2010 gegründet und kauft, entwickelt und vermietet Immobilien im Großraum Graz (Österreich).[20]
- Im März 2018 eröffnete das Sudhaus (Anton Paar Sudhaus GmbH), ein Zwei-Hauben-Restaurant[21] mit Schaubrauerei am Unternehmensgelände der Anton Paar GmbH in Graz (Österreich).
- Die 2021 gegründete Anton Paar ConsumerTec GmbH in Graz (Österreich) entwickelt und vertreibt Messgeräte und Softwareprodukte für den B2C-Bereich.[22]

## Unternehmensgeschichte
Das Unternehmen wurde 1922 von Schlossermeister Anton Paar als Ein-Mann-Reparaturwerkstätte gegründet. Er erarbeitete sich einen guten Ruf und knüpfte erste Kontakte zu Universitäten und Forschungseinrichtungen. Seine Tochter, Margareta Platzer, bildete er in den 1920er-Jahren zur Facharbeiterin aus. Sie trat als erste Schlossermeisterin der Steiermark 1932 in die Fußstapfen ihres Vaters. Ihre Begabung in der Feinmechanik und in der Präzisionsfertigung bildete zusammen mit dem Wissen von Otto Kratky die Basis für das erste wissenschaftlich analytische Instrument, das von Anton Paar hergestellt wurde: die Kratky-Röntgen-Kleinwinkelkamera, die im Auftrag von Kratky produziert wurde.
1963 übernahm Platzers Schwiegersohn Ulrich Santner (1932–2020) die Geschäftsführung. Er legte das Fundament für die spätere Expansion des Unternehmens auf dem Gebiet der Messtechnik. Auch intensivierte er den Austausch und Kontakt mit Universitäten und trug zum Transfer neuer Technologien aus der Forschung in die Industrie bei.
Im Jahr 1997 trat sein Schwiegersohn Friedrich Santner in die Geschäftsführung ein. 2002 übernahm er die Geschäftsführung der Anton Paar GmbH. Schwerpunkt in seiner Arbeit war die Organisation des weltweiten Vertriebs über eigene Tochterunternehmen. Unter seiner Führung wurden neue Vertriebs- und Serviceniederlassungen gegründet und komplementäre Messtechnikfirmen zugekauft.
2003 wurde das Familienunternehmen in eine gemeinnützige Stiftung eingebracht.
Im Jänner 2020 wurde die Geschäftsleitung um Friedrich Santners Söhne erweitert. Jakob Santner wird CTO und Dominik Santner COO des Unternehmens, Friedrich Santner bleibt CEO.
Seit dem 1. Jänner 2025 sind Jakob und Dominik Santner Geschäftsführer der Anton Paar GmbH. Friedrich Santner übernimmt den Vorstandsvorsitz der Konzernmuttergesellschaft Anton Paar Group AG, die als Beteiligungsholding agiert.
2023 eröffnete das Unternehmen am Headquarters in Graz ein neues Technologiezentrum, das 1.000 Arbeitsplätze bietet.

## Produktbereiche in der Messtechnik
(absteigend nach Umsatzhöhe)
- Dichte- und Konzentrationsmessung im Labor: Messung der Dichte zur Bestimmung der Alkoholkonzentration sowie weiteren Parametern von Flüssigkeiten, etwa für die Entwicklung und Qualitätsprüfung von Getränken, Säuren, Ölen und Medikamenten.
- Rheometrie: Untersuchung des Verformungs- und Fließverhaltens von Stoffen unter Einwirkung äußerer Kräfte, etwa von Zahnpasta oder Ketchup.
- Prozessinstrumente: Prozesssensoren und Prozesssysteme zur direkten Überwachung und Steuerung von Produktionsparametern, etwa Alkoholgehalt, CO2-Konzentration und Zuckergehalt in der Getränkeindustrie.
- Knet- und Extrusionstechnik: Analyse von Viskositätseigenschaften und Prozessparametern sowie Extrusion etwa für die Entwicklung und Qualitätskontrolle von Backwaren, Fleischersatzprodukten, Kunststoffteilen und Batterie-Komponenten.
- Viskosimetrie: Bestimmung der Zähigkeit und des Fließverhaltens von flüssigen oder halbflüssigen Substanzen, unter anderem für die Entwicklung und Qualitätsprüfung von Kraft- und Schmierstoffen, Farben, Lebensmitteln sowie kosmetischen und pharmazeutischen Produkten.
- Analytische und synthetische Chemie: Aufschluss und Extraktion von Proben zur chemischen Analyse, etwa von Lebensmitteln, Erdöl oder Gestein sowie Synthese von Pharmazeutika, Polymeren oder Nanopartikeln.
- Oberflächen- und Porenanalyse: Analyse von Partikeloberflächen und Messung von Porengrößen und Porenvolumina, etwa für die Entwicklung und Qualitätskontrolle von Batterie-Rohmaterialien.
- Volatilität und Konsistenzanalyse: Normgerechte Destillationsanalyse, Flammpunktmessung, Bestimmung der Oxidationsstabilität und Konsistenz von etwa Kraft- und Schmierstoffen, Lösungsmitteln, Kosmetika, Speiseölen und anderen flüssigen und halbfesten Proben unter anderem für die Mineralöl-, Nahrungsmittel-, Kosmetik- und chemische Industrie.
- Gasanalyse: Bestimmung der Konzentration von gelöstem Kohlendioxid, gelöstem Sauerstoff und Gesamtsauerstoff in Flüssigkeiten, etwa für die Qualitätskontrolle von Bier und Softdrinks im Labor, an der Linie und aus Gebinden.
- Partikel- und Zeta-Potenzial-Analyse: Bestimmung der Partikelgröße und -form sowie Oberflächenladung von Partikeln und Festkörpern, z. B. für die Entwicklung und Qualitätsprüfung von Impfstoffen, Zement und Filtermembranen.
- Refraktometrie und Polarimetrie: Messung von Brechungsindex und optischer Drehung zur Bestimmung der Konzentration oder Reinheit von etwa Medikamenten, Chemikalien und Nahrungsmitteln.
- Produktivitätssysteme für Labore: Steigerung der Produktivität im Kundenlabor durch automatisierte Probenwechsler-Systeme und Laborsoftware-Lösungen, etwa für die Qualitätsprüfung von Getränken, die Entwicklung von Medikamenten und die Chargenfreigabe von Treibstoffen.
- Materialanalyse mittels Röntgenstrukturanalyse: Röntgenbeugung (XRD bzw. X-Ray Diffraction[30]) zur Identifizierung und Quantifizierung kristalliner Komponenten einer Probe und Röntgenstreuung (SAXS/WAXS) zur Bestimmung von Größe, Form und innerer Struktur von Nanomaterialien etwa für die Entwicklung und Qualitätsprüfung von Medikamenten, Baustoffen, Pigmenten und Nanostrukturmaterialien.
- Mechanische Oberflächencharakterisierung: Quantifizierung von Materialeigenschaften wie Härte, Kratzfestigkeit oder Reibungskoeffizient vom Mikro- bis zum Nanometerbereich, unter anderem zur Verbesserung von Implantaten oder Solarpanelen.
- Automations- und Robotiklösungen: Maßgeschneiderte und standardisierte Automatisierungs- und Robotiklösungen für hohen Probendurchsatz im durchgehenden Betrieb, etwa für die Produktivitätssteigerung und Qualitätsoptimierung unterschiedlichster Applikationen in der Getränke- und Lebensmittelindustrie sowie im Gesundheitsbereich.
- Raman-Spektroskopie: Identifikation unbekannter Substanzen, etwa gefährliche Chemikalien oder Drogen, und Anzeigen chemischer Veränderungen wie die Bildung von Polymeren.
- FTIR-Spektrometrie: Analyse des chemischen Fingerabdrucks mit Infrarotlicht sowie die gleichzeitige Berechnung vieler Parameter in komplexen Systemen, etwa dem Säure- und Zuckerprofil von Wein.